# Jenaer Straße (Weimar)

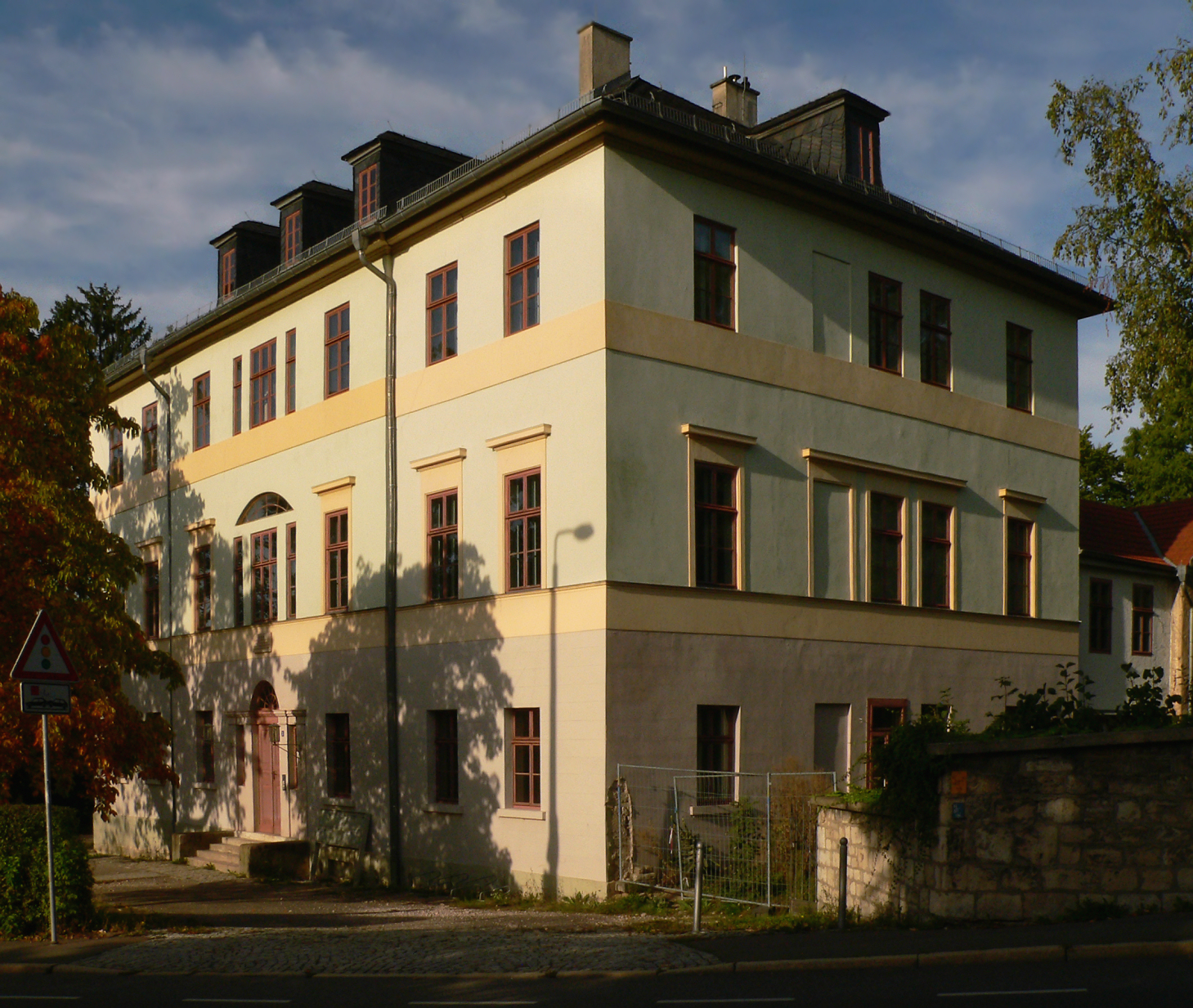
Die Altenburg in Weimar

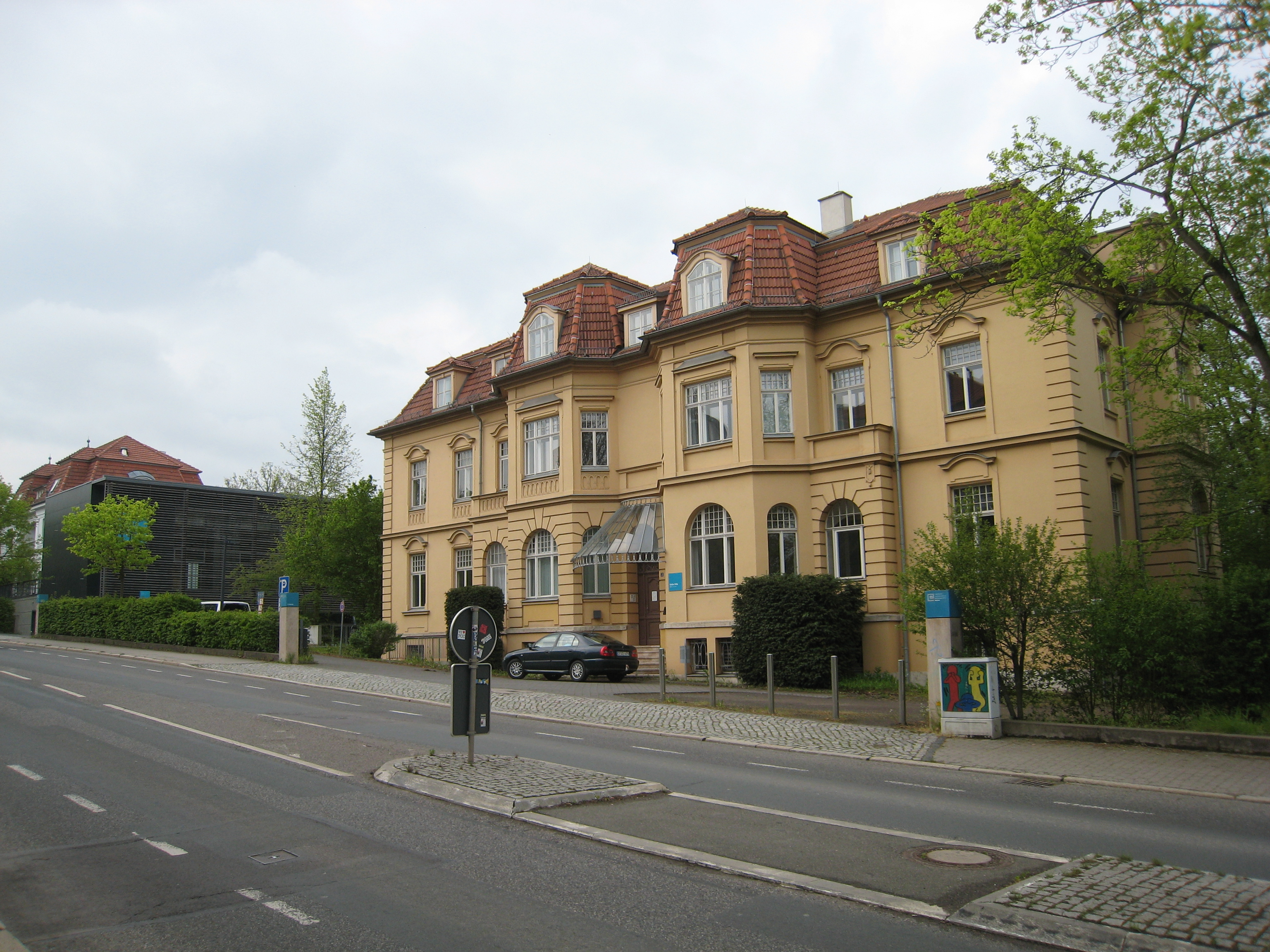
Jenaer Straße 2–4, Europäische Jugendbildungs- und Begegnungsstätte

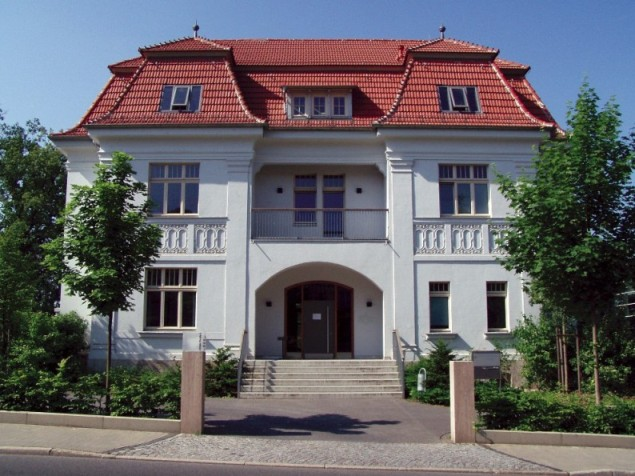
Stiftung Ettersberg

Die Jenaer Straße in Weimar ist ein Teil der Bundesstraße 7, gelegen in der Parkvorstadt. Sie beginnt an der Friedensstraße am Goethe- und Schiller-Archiv bzw. der in die Nordvorstadt führenden Friedrich-Ebert-Straße und geht am Webicht in die Straße Am Lindenberg über. Am Beginn des Webicht überquert die Jenaer Straße die Bahnstrecke Weimar–Gera, wo sie zur Straße Am Lindenberg wird. Noch vor den Bahnschienen trifft die Leibnizallee auf diese.
Im Geltungsbereich der „Großmutter“ sind stehen einige Teile auf der Liste der Kulturdenkmale in Weimar (Sachgesamtheiten und Ensembles), das betrifft die ungeraden Hausnummern Jenaer Straße 11, 13, 17, 19, 21, 21a, 23, 27, 29, 31, 33, 33a, 33b, 35, 37, 39, 41, 43, 45, 47, 49, 51, 53. Einige Gebäude wie z. B. das Goethe- und Schiller-Archiv Jenaer Straße 1, worin sich die literarischen Nachlässe u. a. von Johann Wolfgang von Goethe und Friedrich Schiller befinden, und die Altenburg Jenaer Straße 3/5, dem Wohnort von Franz Liszt, stehen zudem auf der Liste der Kulturdenkmale in Weimar (Einzeldenkmale). An Behörden sind hier ansässig das Thüringer Verwaltungsgericht in der Jenaer Straße 2 a und ebendort zugleich auch für das Land Thüringen der Verfassungsgerichtshof und im Webicht (Der Weg heißt auch Im Webicht!) unmittelbar hinter der Bahnlinie das Weimarer Forstamt. Gegenüber wiederum befindet sich das Waldschlößchen. Ansässig ist hier in der Jenaer Straße 4 auch die Stiftung Ettersberg, eine Stiftung zur Aufarbeitung von Diktaturen. In den Häusern 2 und 4 sitzt auch die Europäische Jugendbildungs- und Begegnungsstätte.
Wenn man einst aus der Richtung Jena nach Weimar oder umgekehrt gelangen wollte, musste das Kegeltor mit der Brücke über die Ilm passiert werden. Auch noch heute ist diese Brücke stark frequentiert.